# Ain't No Backin' Up Now
Ain't No Backin' Up Now is het tweede album van de New Yorkse jazzrockband Isis. Het is geproduceerd door Allen Toussaint, Jeff Lane en zangeres/gitariste Carol MacDonald. In tegenstelling tot het titelloze debuut  viel het album buiten de Billboard Hot 100.

## Geschiedenis
Ain't No Backin' Up Now werd medio 1975 opgenomen in New Orleans en Long Island. Toussaint schreef vier van de vijf nummers op de A-kant waaronder de Labelle-achtige titeltrack (ook Lady Marmalade is door hem geproduceerd). June Millington, ex-gitariste/zangeres van Fanny verleende een gastbijdrage.
Het door soul, funk en disco beïnvloede album verscheen in september op Buddah Records (voor zover bekend alleen in Amerika). Net als het titelloze debuut uit 1974 was deze voorzien van een opvallend hoesontwerp. De voorkant portretteerde de band in bizarre vermommingen, de achterkant een lesbisch paar op de lange weg naar erkenning (zoals bezongen in Bobbie & Maria). MacDonalds openlijke homoseksualiteit was een van de redenen dat de grote doorbraak uitbleef. Isis kwam rond de jaarwisseling zonder contract te zitten en zou in 1977 nog een album uitbrengen in een afwijkende bezetting.
In 2007, het overlijdensjaar van MacDonald, werd Backin' Up via internet op cd heruitgebracht.

## Muziek
| Nr. | Titel                   | Duur |
| --- | ----------------------- | ---- |
| 1.  | Ain't No Backin' Up Now | 3:30 |
| 2.  | Icy Winds               | 3:06 |
| 3.  | Old Stories             | 4:19 |
| 4.  | Gold                    | 3:08 |
| 5.  | Eat The Root            | 3:45 |
| 6.  | Bobbie & Maria          | 4:35 |
| 7.  | Lost Romeo              | 3:47 |
| 8.  | Come One, Come All      | 3:53 |
| 9.  | Sunshine Tree           | 2:44 |